# Veronika Hrončeková
Veronika Hrončeková est une joueuse slovaque de volley-ball née le 2 janvier 1990 à Zvolen. Elle mesure 1,92 m et joue au poste de centrale. 

## Clubs
| Club                 | De        | À         |
| -------------------- | --------- | --------- |
| Slávia UK Bratislava | 2004-2005 | 2009-2010 |
| VK Prostějov         | 2010-2011 | 2012-2013 |
| Schweriner SC        | 2013-2014 | 2015-2016 |
| VfB Suhl             | 2016-2017 | 2016-2017 |
| CSM Târgoviște       | 2017-2018 | 2017-2018 |
| BVK Bratislava       | 2018–2019 | 2018-2019 |
| Hapoël Kfar Saba     | 2019-2020 | …         |

## Palmarès
- Championnat de Slovaquie
  - Vainqueur : 2008, 2010.
  - Finaliste : 2007, 2009, 2019.
- Coupe de Slovaquie
  - Vainqueur : 2010.
  - Finaliste : 2007, 2008, 2009, 2019.
- Championnat de République tchèque
  - Vainqueur : 2011, 2012, 2013.
- Coupe de République tchèque
  - Vainqueur : 2011, 2012, 2013.